# ريكي لين غريغ
ريكي لين غريغ (بالإنجليزية: Ricky Lynn Gregg)‏ هو مغن مؤلف أمريكي، ولد في 22 أغسطس 1959.

## وصلات خارجية
- ريكي لين غريغ على موقع ميوزك برينز (الإنجليزية)
- ريكي لين غريغ على موقع ديسكوغز (الإنجليزية)